# Poškození rostlin polutanty
Poškození rostlin polutanty je poškození rostlin řazené mezi fyziologická poškození rostlin. Toto poškození vzniká působením plynné, tekuté či pevné chemické látky, jež je svým vznikem nebo složením cizorodá soustavám živých organismů. Jde o poškození polutantem, znečišťující látkou, jež v určitých koncentracích a při jisté délce působení má vážný vliv na živé organismy. Polutanty mohou být antropogenního nebo přírodního původu. Mezi typické znečišťující látky patří oxid uhelnatý, oxid uhličitý, oxid siřičitý, freony, polyaromatické uhlovodíky nebo oxidy dusíku. Mezi zdroje znečištění patří průmysl (bodové zdroje), lidská sídla (plošné zdroje) a dopravní prostředky (liniové zdroje). Na mnoha místech působí společně více znečišťujících látek, které tak mají vyšší nebo komplexnější účinek (synergismus). Škodlivost závisí na citlivosti rostlin, chemické povaze emisí, koncentraci a délce působení emisí a případně kombinaci různých emisí, která jejich účinek zpravidla zvyšuje. Méně poškozeny bývají rostliny na úrodných půdách s lepší kondicí.

## Rozdělení
Obecně lze rozdělit látky způsobující znečištění na emise a imise, nebo na plynné, kapalné a tuhé látky. Na rostlinu znečištění působí buď přímo poškozováním pletiv, nebo nepřímo ovlivňuje a poškozuje půdní nebo vodní prostředí. Pevné imise ovšem působí také fyzikálně znečištěním průduchů a celých orgánů rostliny.

### Podle prostředí
Podle prostředí lze znečištění rozdělit na
- znečištění vzduchu – úniky nebo úmyslným vypouštění zplodin do ovzduší
- znečištění vody – povrchovým odtokem a prosakováním do podzemní vody, Mezi typické polutanty patří pesticidy, rozpouštědla, průmyslová hnojiva atd.
- znečištění půdy – znečištěním povrchu půdy, nebo porušením podzemních nádrží. Mezi nejvýznamnější látky, znečišťující půdu patří polyaromatické uhlovodíky, těžké kovy jako rtuť, chróm, olovo nebo kadmium, MTBE, herbicidy, pesticidy a chlorované uhlovodíky.[2]

### Vliv polutantů na rostliny
- akutní expozice – rostlina je vystavena působení vysoké koncentrace škodliviny v krátkém čase, projevuje se např. poškozením listů,
- chronická expozice představuje dlouhodobé působení relativně nízkých koncentrací škodliviny, nedochází k časnému vzniku viditelných příznaků na rostlině, ale dojde k redukci výnosu,
- přímá expozice zasahuje zpravidla nadzemní orgány,
- nepřímá expozice je označení pro působení škodliviny přes půdní prostředí.

### Příznaky poškození
- latentní poškození – projevuje se změněnými fyziologickými pochody, zvyšuje se náchylnost vůči infekcím
- akutní poškození – polutant vyskytující se v dávce převyšující únosnou míru způsobuje destrukci pletiv, zasychání okrajů listu, žloutnutí mezižilkové plochy až usychání, vybělení, opad listů, chřadnutí a úhyn rostlin
- chronické poškození – dlouhodobé působení polutantů způsobuje žloutnutí pletiv, opad listů, chřadnutí rostlin které předčasně stárnou[1]

## Poškození rostlin tuhými imisemi
Tuhé emise se šíří jako polétavý prach (suspenze pevných látek a plynů) nebo aerosol (směs plynných, pevných a tekutých látek).

### Vliv na rostliny
Tuhé imise působí na rostliny
- přímé fyzikální působení – překrytí a ucpání průduchů které způsobí omezení dýchání a transpirace, snížení fotosyntézy, přehřívání. Příznakem poškození jsou chlorózy, poruchy růstu a vývoje až úhyn rostliny.
- přímé chemické působení – látky pronikají do rostliny a vyvolávají metabolické změny v pletivech.
- působení na vlastnosti půdy – znečištění ovlivňuje chemické složení půdy, kyselost, strukturu mikroflóry, zpomalují nebo urychlují mineralizaci.

## Poškození rostlin plynnými imisemi
K plynným imisím které jsou často sledovány patří zejména oxid siřičitý, oxidy dusíku, oxid uhličitý, oxid uhelnatý, uhlovodíky, freony, ozon.

### Vliv na rostliny

#### Smog
jsou rozlišovány dva typy smogu
- tzv. londýnský typ, který vzniká mísením kouře s mlhou. Obsahuje obvykle vysoké množství oxidů síry. Jeho výskyt je typický spíše pro zimní období. Příznaky jsou typické pro poškození oxidem siřičitým (červenohnědé zbarvení, opad listů).[2]
- tzv. fotochemický smog jenž vzniká reakcemi slunečního záření, vzduchu a emisí z výfukových plynů automobilů. Má silné oxidační schopnosti, je nejčastější v letním období. Příznaky jsou typické pro poškození ozonem (nekrotické skvrny, chloróza).[2] Součástí fotochemického smogu jsou peroxyacylnitráty a také ozón (přízemní ozón).

##### Přízemní ozón
Ozón je silné oxidační činidlo, které proniká do rostlin průduchy, poškozuje buněčné membrány a dochází k rozpadu chlorofylu. Pletiva, zejména listy, vlivem těchto účinků vybledávají. Na listech se tvoří stříbřité hnědé skvrnky, barva listu se postupně mění na červenohnědou až černou. Zbarvení postupuje směrem od okrajů listů. Příznakem je chloróza, kropenatost, opad listů, zpomalení růstu, zakrňování. Citlivé jsou především listnáče, topoly, vrby, jasan, ale poškozovány jsou i některé jehličnany, jako borovice, modříny a tisy. U jehličnanů se objevují především žlutavé chlorotické skvrnky s neostrým okrajem.
Typické znaky poškození při poškození listu ozónem:
- poškození je pouze na horní ploše listu
- nejsou poškozeny žilky listu
- více jsou poškozeny listy v nižších částech rostliny, starší listy

#### Oxid siřičitý
Vzniká obvykle při spalování fosilních paliv. Narušuje fotosyntézu, přispívá ke ztrátám vody rostlin. Poškozené tkáně se zbarvují červenohnědě, nekrotizují. Citlivější vůči znečištění je smrk ztepilý, borovice, jasan, odolnější je jalovec a tis.

#### Oxidy dusíku
Jde o plyny vznikající při spalování fosilních paliv. Oxidy dusíku omezují fotosyntézu, vedou k nerovnováze v příjmu živin (zvyšují obsah N, zrychlují růst) a okyselují půdu. Zvyšují dopad poškození ozónem.

#### Amoniak
Amoniak vzniká při rozkladu zemědělských látek, chemické výrobě, může unikat z aplikovaných nebo uskladněných hnojiv. Významný vliv mají imise amoniaku v blízkosti chovů dobytka a drůbeže. Projevuje se oboustrannou mezižilkovou nekrózou, zasychání špiček listů, nebo i vrcholů u jehličnanů. Lze zaměnit s poškozením chlorem, ovšem u poškozením amoniakem jsou zbylá zelená pletiva zbarvena intenzivněji zeleně. Dlouhodobý, chronický vliv způsobuje špatné vyzrávání pletiv a namrzání, náchylnost k napadení patogeny.

#### Peroxyacylnitráty
Vznikají z organických plynných sloučenin fotochemickými reakcemi za přítomnosti oxidů dusíku. Rozkladem peroxyacylnitrátů vzniká ozón a oxidy dusíku. Symptomem působení peroxyacylnitrátů na rostliny je silné poškození buněk pletiv mezodermu v listech – bílé skvrnky.

#### Oxid uhelnatý
Oxid uhelnatý je plyn vznikající jako emise při spalování. Při chronickém působení omezuje růst. Může zjevně poškozovat kořeny, například z nad místem úniku z podzemního potrubí, kořeny zfialoví a uhynou.

#### Fluor a fluorovodík
Fluor a fluorovodík vznikají ve větší míře obvykle pouze v průmyslových provozech. U rostlin je symptomem poškození chloróza, bronzovatění, vybělení listů a vrcholů rostlin, nekrózy, zčernání listů a opad listů. Citlivější jsou mladé listy. Citlivější bývají druhy jako kukuřice, líska, obecně ovocné dřeviny, smrky, borovice.

#### Chlor a chlorovodík
Chlor a chlorovodík vznikají ve větší míře obvykle především v průmyslových provozech ale jsou také zplodinami při spalování. U rostlin je symptomem poškození chloróza, bronzovatění, nekrózy, zčernání listů. Jsou známy druhy rostlin, které jsou citlivé na obsah chloru v hnojivech nebo ve vodě a je obecně vhodnější z i důvodů zasolení půdy (znečištění chloridem sodným) používat hnojiva které neobsahují chloridy. Citlivější k chloru a chlorovodíku bývají druhy jako jahody, obecně ovocné dřeviny, plodovou zeleninu.

#### Ethen
Ethen (Etylén) je rostlinný hormon a současně plyn který může vznikat při hoření, v dopravě nebo v chemické výrobě nebo při skladování ovoce. Ve skladech ovoce způsobuje rychlejší dozrávání ovoce. V klíčních rostlinách vyvolává tzv. trojí efekt – etiolizované klíční rostliny jsou kratší, silnější a mají porušenou orientaci v prostoru. Symptomem u volně rostoucích rostlin je stáčení listů dolů, epinastii listů. U rostlin plyn způsobuje opad listů, předčasné stárnutí, opad generativních orgánů. Polutant stimuluje tvorbu kořenových vlásků.

## Kapalné imise
Kapalné imise jsou tvořeny aerosoly škodlivých látek, zejména oxidů síry, oxidů dusíku a dalších sloučenin. Ovlivňují vznik kyselých dešťů. Nejčastěji se na jejich vzniku podílejí oxidy síry a oxidy dusíku,které v kontaktu s vodní parou tvoří silné kyseliny, jež pak snižují pH dešťové vody. 
Kyselé deště působí na rostlinu při dopadu na nadzemní části, kdy narušují kutikulu listů a jehlic. Poškození tkání se projevuje chlorózou, hnědnutím až opadem listů. Dochází k okyselování půdy.